# تپه نارنج قلعه (۱)
تپه نارنج قلعه (۱) مربوط به سده‌های میانه دوران‌های تاریخی پس از اسلام است و در شهرستان جاجرم، بخش مرکزی، دهستان میاندشت، ۳ کیلومتری جنوب غرب شهر درق واقع شده و این اثر در تاریخ ۲۸ شهریور ۱۳۸۶ با شمارهٔ ثبت ۱۹۷۰۴ به‌عنوان یکی از آثار ملی ایران به ثبت رسیده‌است.